# 蝼向崎
蝼向崎（日语：／）或维斯洛角（俄语：Мыс Весло）是国后岛最南端的海角，位于蝼向半岛上。与北海道的野付崎隔根室海峡相望。该海角处于库里尔自然保护区内，丹顶鹤在此越冬。